# Engelbek
L'Engelbek (en baix alemany Engelbeek) també anomenat Mühlenbach és un riu d'Alemanya que neix al nucli de Beckedorf del municipi de Seevetal a l'estat de Baixa Saxònia. Desemboca, entubat, al Seevekanal a Harburg a prop de la fàbrica Phoenix. El Nymphengraben i el Schulteichgraben en són afluents.
El riu que va ser canalitzat i rectificat als anys 1960, va ser renaturalitzat des del 2005, una operació que va reduir les inundacions a les seves ribes i que va augmentar la biodiversitat. L'associació per a la protecció de la natura NABU, els riberencs i els alumnes dels instituts Alexander von Humboldt i Niels Stensen, dues escoles establertes al seu marge van col·laborar al projecte Lebendige Engelbek (Engelbek viu). un programa d'accions concretes per a la renaturalització del curs d'aigua. L'obra que va obtindre resultats concrets en pocs anys, no està acabada i les organitzacions riberenques continuen a cercar ajuda per a continuar el projecte.

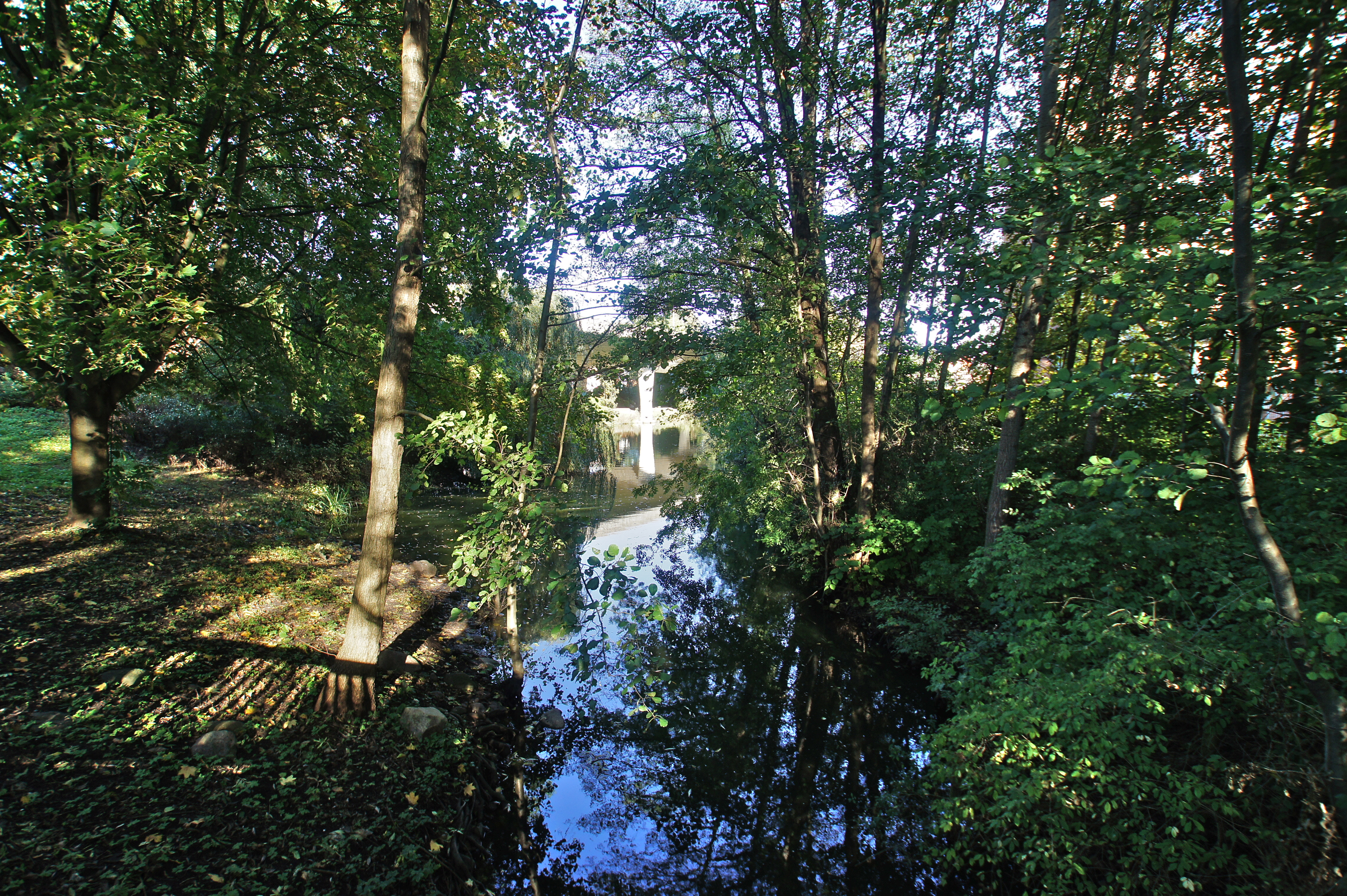
L'Engelbek, poc abans de desaparèixer entubat a prop de la seva embocadura al Sevekanal
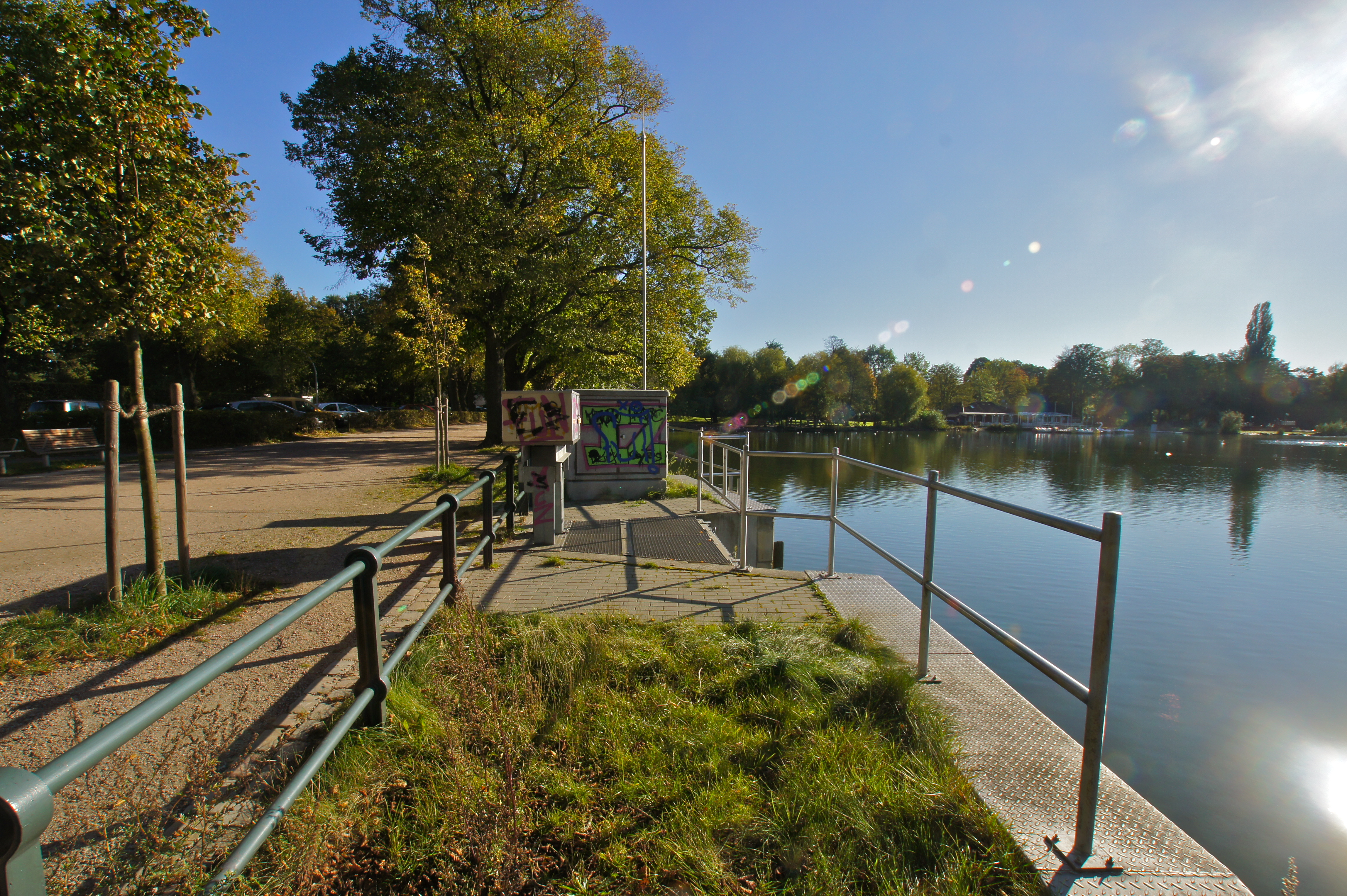
Resclosa de desguàs de l'Engelbek a l'eixida del pantà de l'Außenmühlenteich
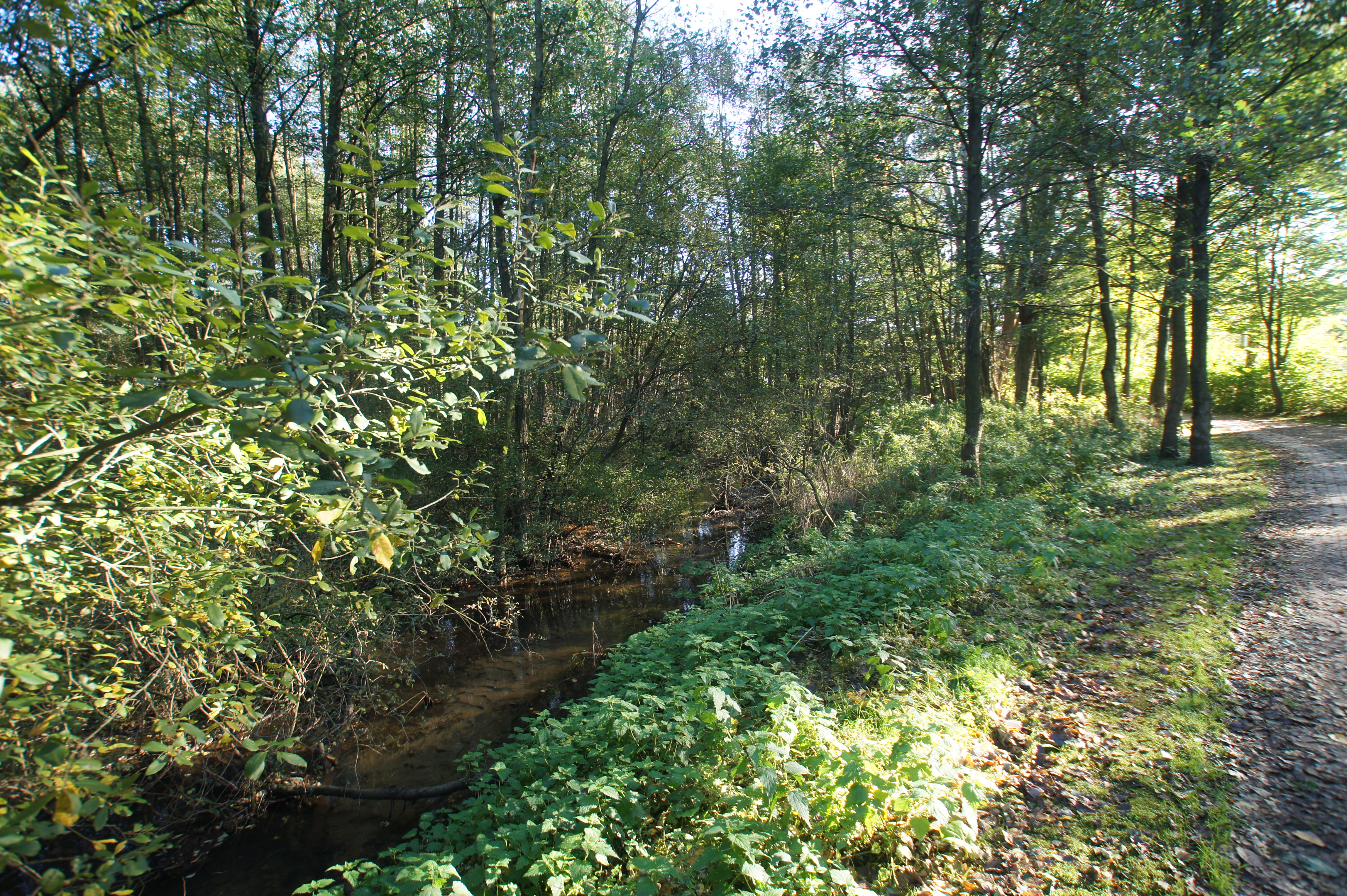
L'Engelbek a Wilstorf
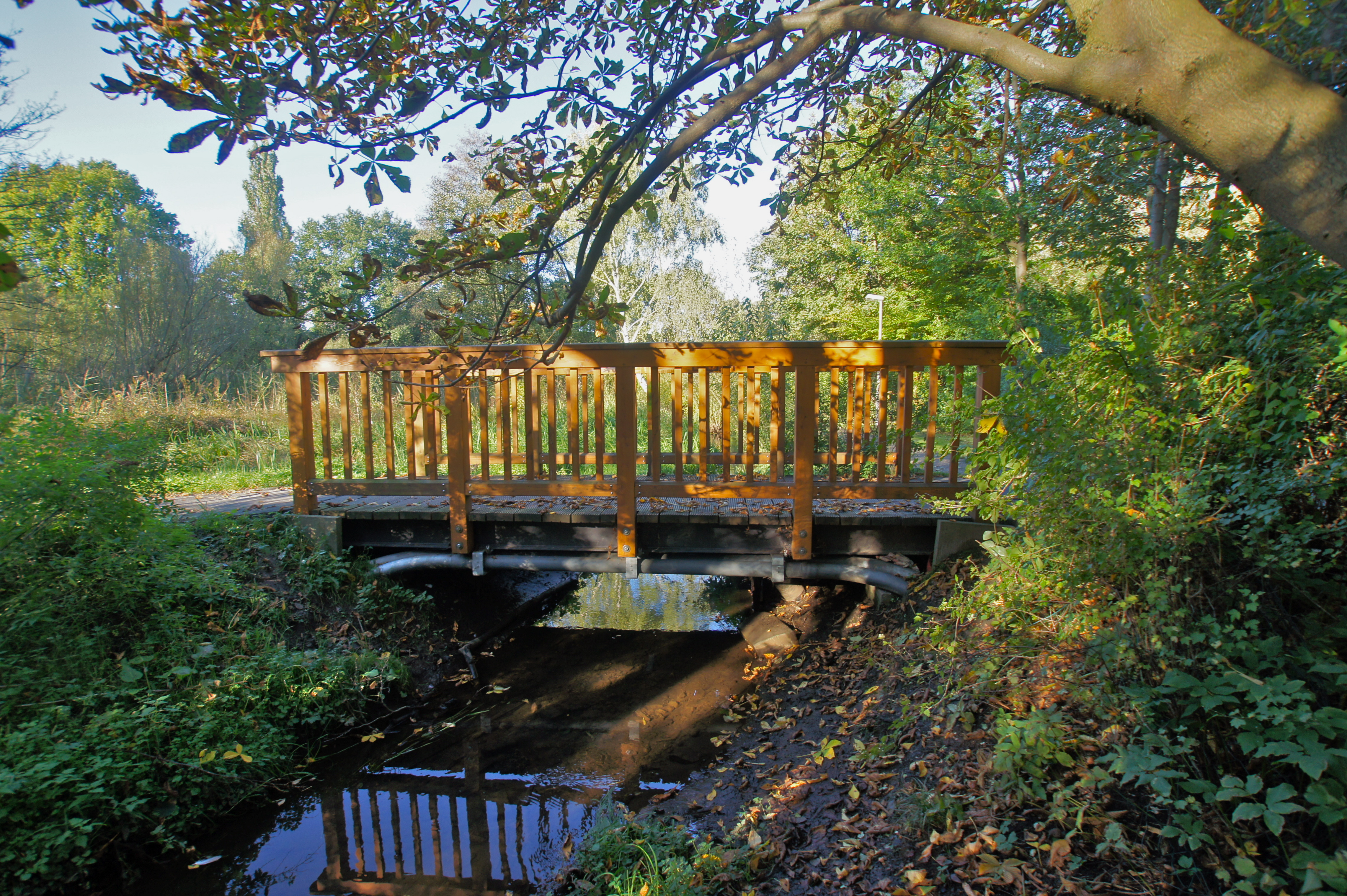
Pont a l'Engelbek a Langenbek
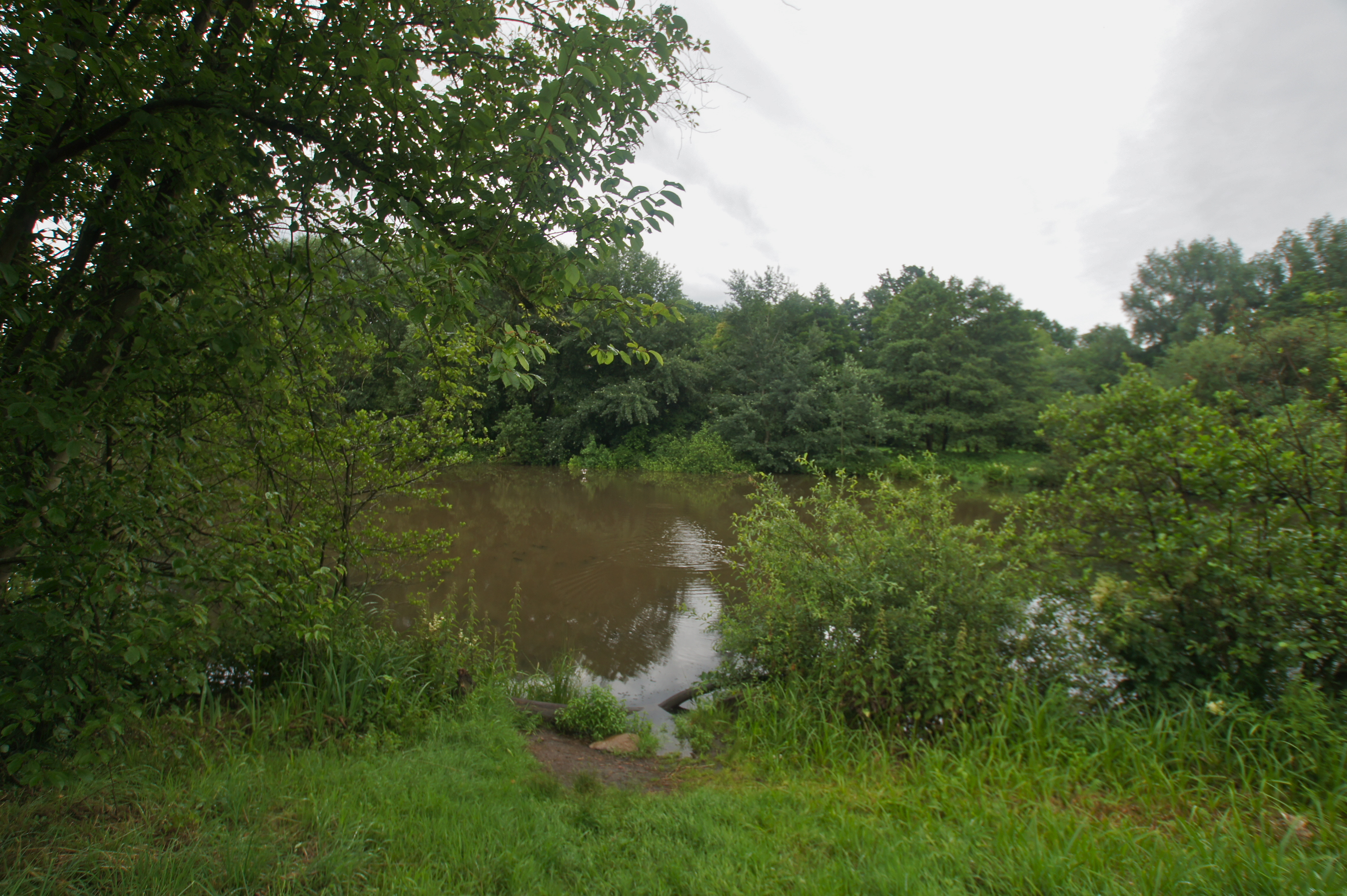
Estanya a l'Engelbek a Sinstorf